# Marussia F1
Marussia F1 Team, dříve závodící jako Marussia Virgin Racing (2011) a Virgin Racing (2010), byl anglo-ruský tým formule 1, který sídlil v Banbury a později Dinningtonu ve Velké Británii. Tým byl provozován společností Manor Motorsport (dříve Marussia Manor Racing), která byla původně dceřinou společností Marussia Motors, dnes již zaniklého výrobce sportovních vozů se sídlem v Moskvě.
Tým původně začal závodit v roce 2010 pod názvem „Virgin Racing“; následující rok přijal Marussii jako hlavního sponzora a stal se „Marussia Virgin Racing“. Roku 2012 plně rebrandingován jako „Marussia F1 Team“.
Od sezóny 2013 za něj závodili Francouz Jules Bianchi a Brit Max Chilton. Ti nahradili po sezóně 2012 jezdeckou dvojici Timo Glock a Charles Pic. Zamýšlenou náhradou byl nejprve Brazilec Luiz Razia, ale tým nedostal po testech v Jerezu adekvátní finanční podporu od jeho sponzorů, a tak byl vystřídán juniorem špičkového týmu Ferrari, mladým Francouzem Julesem Bianchim. Dne 24. 7. 2014 vstoupil do týmu nový záložní jezdec Alexander Rossi.
Během své třetí sezóny po vážné havárii a zranění Julese Bianchiho utrpěné v Japonské Grand Prix 2014 tým závodil poprvé s jedním vozem během prvního Ruského Grand Prix. Tým se poté potýkal s finančními problémy, nezúčastnil se posledních třech závodů a ocitl se v insolvenci. Návrat stáje do světa F1 v sezóně 2015 byl po změně majitele a měsících jednání, spekulací a nejistoty potvrzen a s novými investory tým dále závodil jako Manor Marussia.
Kvůli nedostatku financí se již sezóny 2017 nezúčastnil.

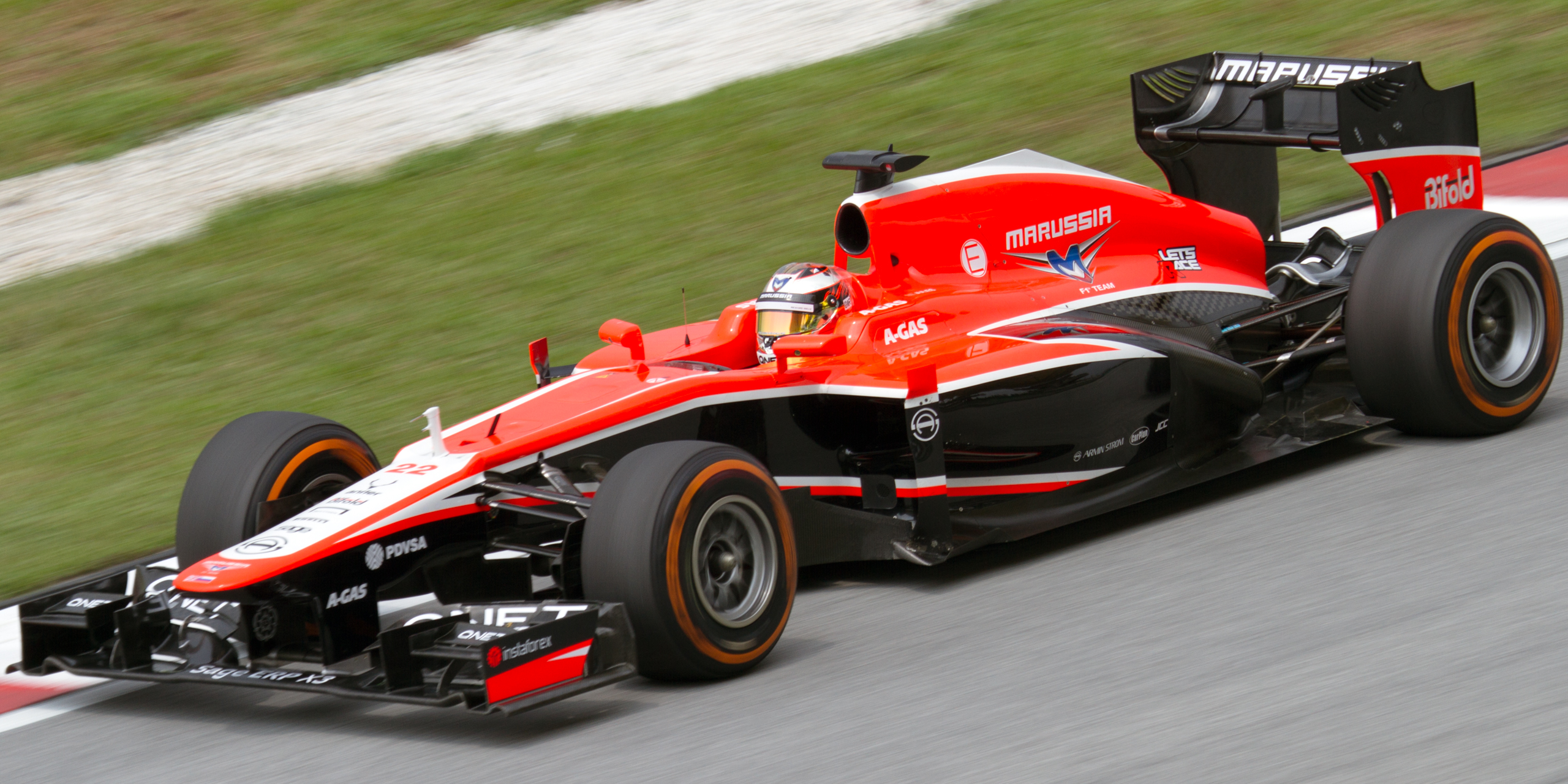
Marussia MR02 v Malajsii 2013

## Modely
První formulí navrženou Marussia F1 byla Marussia MR01 pro závody v roce 2012, následovaly modely MR02 a MR03. Na rozdíl od svých předchůdců (Virgin VR-01 a Virgin MVR-02), MR01 nebyla designovná výhradně technologií CFD (Computational fluid dynamics), ale kombinací testování v aerodynamickém tunelu a CFD modelování.
V sezóně 2012 se tým Marussia F1 umístil na 11. místě a další rok si o jednu příčku polepšil. Model MR02 byla první formule týmu používající technologii KERS (Kinetic energy recovery system). Formule MR03 od sezóny 2014 mění své motory od firmy Cosworth na motory od firmy Ferrari.

## Kompletní výsledky ve Formuli 1
Největším úspěchem týmu byla Grand Prix Monaka 2014, Bianchi zde skončil na devátém místě.
| Legenda k tabulce | Legenda k tabulce                                                                       |
| Barva             | Výsledek                                                                                |
| ----------------- | --------------------------------------------------------------------------------------- |
| Zlatá             | Vítěz                                                                                   |
| Stříbrná          | 2. místo                                                                                |
| Bronzová          | 3. místo                                                                                |
| Zelená            | Bodované umístění                                                                       |
| Modrá             | Nebodované umístění                                                                     |
| Modrá             | Dokončil neklasifikován (NC)                                                            |
| Fialová           | Odstoupil (Ret)                                                                         |
| Červená           | Nekvalifikoval se (DNQ)                                                                 |
| Červená           | Nepředkvalifikoval se (DNPQ)                                                            |
| Černá             | Diskvalifikován (DSQ)                                                                   |
| Bílá              | Nestartoval (DNS)                                                                       |
| Bílá              | Závod zrušen (C)                                                                        |
| Světle modrá      | Pouze trénoval (PO)                                                                     |
| Světle modrá      | Páteční testovací jezdec (TD)                                                           |
| Bez barvy         | Netrénoval (DNP)                                                                        |
| Bez barvy         | Vyřazen (EX)                                                                            |
| Bez barvy         | Nepřijel (DNA)                                                                          |
| Bez barvy         | Odvolal účast (WD)                                                                      |
| Bez barvy         | Nezúčastnil se (prázdné)                                                                |
| Označení          | Význam                                                                                  |
| Tučnost           | Pole position                                                                           |
| Kurzíva           | Nejrychlejší kolo                                                                       |
| †                 | Jezdec nedojel do cíle, ale byl klasifikován, protože odjel více než 90 % délky závodu. |
| ‡                 | Byl udělován poloviční počet bodů, protože bylo odjeto méně než 75 % délky závodu.      |
| Horní index       | Umístění bodujících jezdců ve sprintu                                                   |

| Rok  | Šasi          | Motor                  | Pneu | Jezdci        | 1   | 2   | 3   | 4   | 5   | 6   | 7   | 8   | 9   | 10  | 11  | 12  | 13  | 14  | 15  | 16  | 17  | 18  | 19  | 20  | Body | Pořadí |
| ---- | ------------- | ---------------------- | ---- | ------------- | --- | --- | --- | --- | --- | --- | --- | --- | --- | --- | --- | --- | --- | --- | --- | --- | --- | --- | --- | --- | ---- | ------ |
| 2012 | Marussia MR01 | Cosworth CA2012 2,4 V8 | P    |               | AUS | MAL | CHN | BHR | ESP | MON | CAN | EUR | GBR | GER | HUN | BEL | ITA | SIN | JPN | KOR | IND | ABU | USA | BRA | 0    | 11.    |
| 2012 | Marussia MR01 | Cosworth CA2012 2,4 V8 | P    | Timo Glock    | 14  | 17  | 19  | 19  | 18  | 14  | Ret | DNS | 18  | 22  | 21  | 15  | 17  | 12  | 16  | 18  | 20  | 14  | 19  | 16  | 0    | 11.    |
| 2012 | Marussia MR01 | Cosworth CA2012 2,4 V8 | P    | Charles Pic   | Ret | 20  | 20  | Ret | Ret | Ret | 20  | 15  | 19  | 20  | 20  | 16  | 16  | 16  | Ret | 19  | 19  | Ret | 20  | 12  | 0    | 11.    |
| 2013 | Marussia MR02 | Cosworth CA2013 2,4 V8 | P    |               | AUS | MAL | CHN | BHR | ESP | MON | CAN | GBR | GER | HUN | BEL | ITA | SIN | KOR | JPN | IND | ABU | USA | BRA |     | 0    | 10.    |
| 2013 | Marussia MR02 | Cosworth CA2013 2,4 V8 | P    | Jules Bianchi | 15  | 13  | 15  | 19  | 18  | Ret | 17  | 16  | Ret | 16  | 18  | 19  | 18  | 16  | Ret | 18  | 20  | 18  | 17  |     | 0    | 10.    |
| 2013 | Marussia MR02 | Cosworth CA2013 2,4 V8 | P    | Max Chilton   | 17  | 16  | 17  | 20  | 19  | 14  | 19  | 17  | 19  | 17  | 19  | 20  | 17  | 17  | 19  | 17  | 21  | 21  | 19  |     | 0    | 10.    |
| 2014 | Marussia MR03 | Ferrari 059/3 1,6 V6   | P    |               | AUS | MAL | BHR | CHN | ESP | MON | CAN | AUT | GBR | GER | HUN | BEL | ITA | SIN | JPN | RUS | USA | BRA | ABU |     | 2    | 9.     |
| 2014 | Marussia MR03 | Ferrari 059/3 1,6 V6   | P    | Max Chilton   | 13  | 15  | 13  | 19  | 19  | 14  | Ret | 17  | 16  | 17  | 16  | 16  | Ret | 17  | 18  | Ret |     |     |     |     | 2    | 9.     |
| 2014 | Marussia MR03 | Ferrari 059/3 1,6 V6   | P    | Jules Bianchi | NC  | Ret | 16  | 17  | 18  | 9   | Ret | 15  | 14  | 15  | 15  | 18  | 18  | 16  | 20  |     |     |     |     |     | 2    | 9.     |